# Gaudi Vilmos Károly
Gaudi Vilmos Károly (Brassó, 1816. november 30. – Bukarest, 1866. január 26.) gyógyszerész.

## Élete
Gaudi Honorius, a brassói tanács titkárának fia. A gimnáziumot szülővárosában végezte; 1836-ban gyógyszerészi oklevelet nyert és Havasalföldban a pantelimoni kórházi gyógyszertárban nyert alkalmazást. 1860-ban annak intendánsa, 1864-ben a bukaresti Koltzai gyógyszertár igazgatója lett.

## Munkája
- Pharmaceutisch-chemische Abhandlung über das Morphin (Morphium) und die Weinsteinsäuere (Acid tartaricum.) Pest, 1836